# Michael-Ezzo Solf

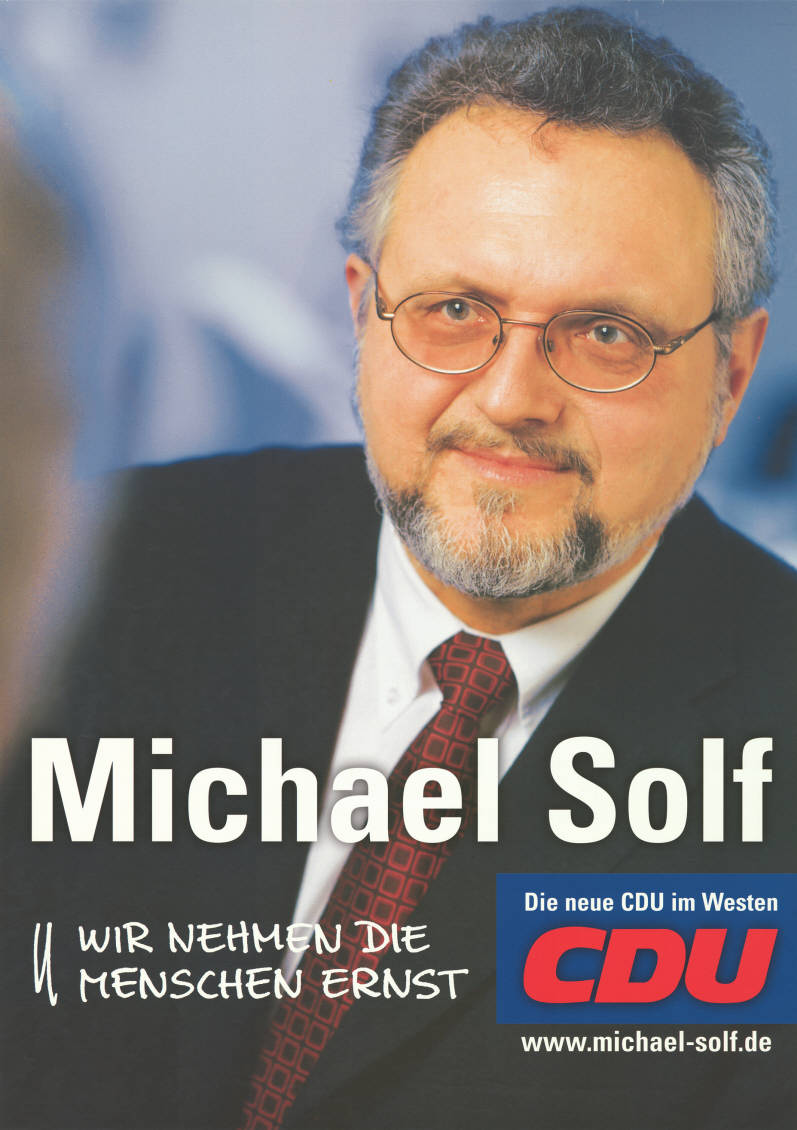
Michael-Ezzo Solf auf einem Landtagswahlplakat 2000

Michael-Ezzo Solf (* 9. Mai 1946 in Siegburg) ist ein deutscher Politiker (CDU) und war Mitglied des Landtages von Nordrhein-Westfalen.

## Ausbildung und Beruf
Solf absolvierte 1965 sein Abitur und studierte dann im Anschluss von 1965 bis 1975 an der Rheinischen Friedrich-Wilhelms-Universität Bonn und der Albert-Ludwigs-Universität Freiburg das Lehramtsstudium für das Lehramt an Gymnasien in den Fächern Latein, Griechisch, Geographie, Philosophie und Pädagogik. Im Jahr 1973 hatte er seine erste Staatsprüfung. Die zweite Staatsprüfung erfolgte 1976. Solf arbeitete von 1977 bis 1999 am Albert-Einstein-Gymnasium in Sankt Augustin als Gymnasiallehrer. 1981 wurde er Oberstudienrat und 1994 schließlich Studiendirektor.
Solf ist verheiratet und hat drei Kinder. 
Er trat 1965 in die katholische Studentenverbindung KDStV Rheinfels Bonn im CV ein, die 1986 mit der KDStV Ascania Bonn im CV fusionierte.

## Politik
Solf ist seit 1968 Mitglied der CDU. Von 1971 bis 1977 war er stellvertretender Kreisvorsitzender und dann von 1977 bis 1982 Kreisvorsitzender der Jungen Union des Rhein-Sieg-Kreises. Seit 1972 ist Solf Mitglied der Christlich-Demokratischen Arbeitnehmerschaft.
Dem Kreistag des Rhein-Sieg-Kreises gehört er seit 1979 an, dem Stadtrat der Stadt Siegburg von 1984 bis 2014.
Am 11. Oktober 1999 zog Solf als Nachrücker in den nordrhein-westfälischen Landtag ein. Bei den folgenden Landtagswahlen 2000, 2005 und 2010 gewann er jeweils das Direktmandat im Wahlkreis Rhein-Sieg-Kreis IV. 2012 verlor er den Wahlkreis gegen Achim Tüttenberg von der SPD und verpasste zunächst den Wiedereinzug. Am 21. Oktober 2015 rückte er jedoch über die Landesliste für Thomas Kufen nach und gehörte damit bis zum Ende der Wahlperiode im Mai 2017 erneut dem Landtag an.

## Ehrungen
2021 wurde ihm das Bundesverdienstkreuz 1. Klasse verliehen.